# Krery (województwo mazowieckie)
Krery – wieś sołecka w Polsce położona w województwie mazowieckim, w powiecie mławskim, w gminie Dzierzgowo.
W latach 1975–1998 miejscowość administracyjnie należała do województwa ciechanowskiego.